# 新桥乡 (泰宁县)
新桥乡是中国福建省三明市泰宁县下辖的一个乡。

## 行政区划
新桥乡共辖9个行政村，分别是：
大源村、大兴村、水源村、王明村、新桥村、坑坪村、枫源村、汾信村和岭下村。

## 中国传统村落
2012年，大源村被评为首批“中国传统村落”。